# Basilika der Mutter Gottes von der immerwährenden Hilfe und der heiligen Maria Magdalena

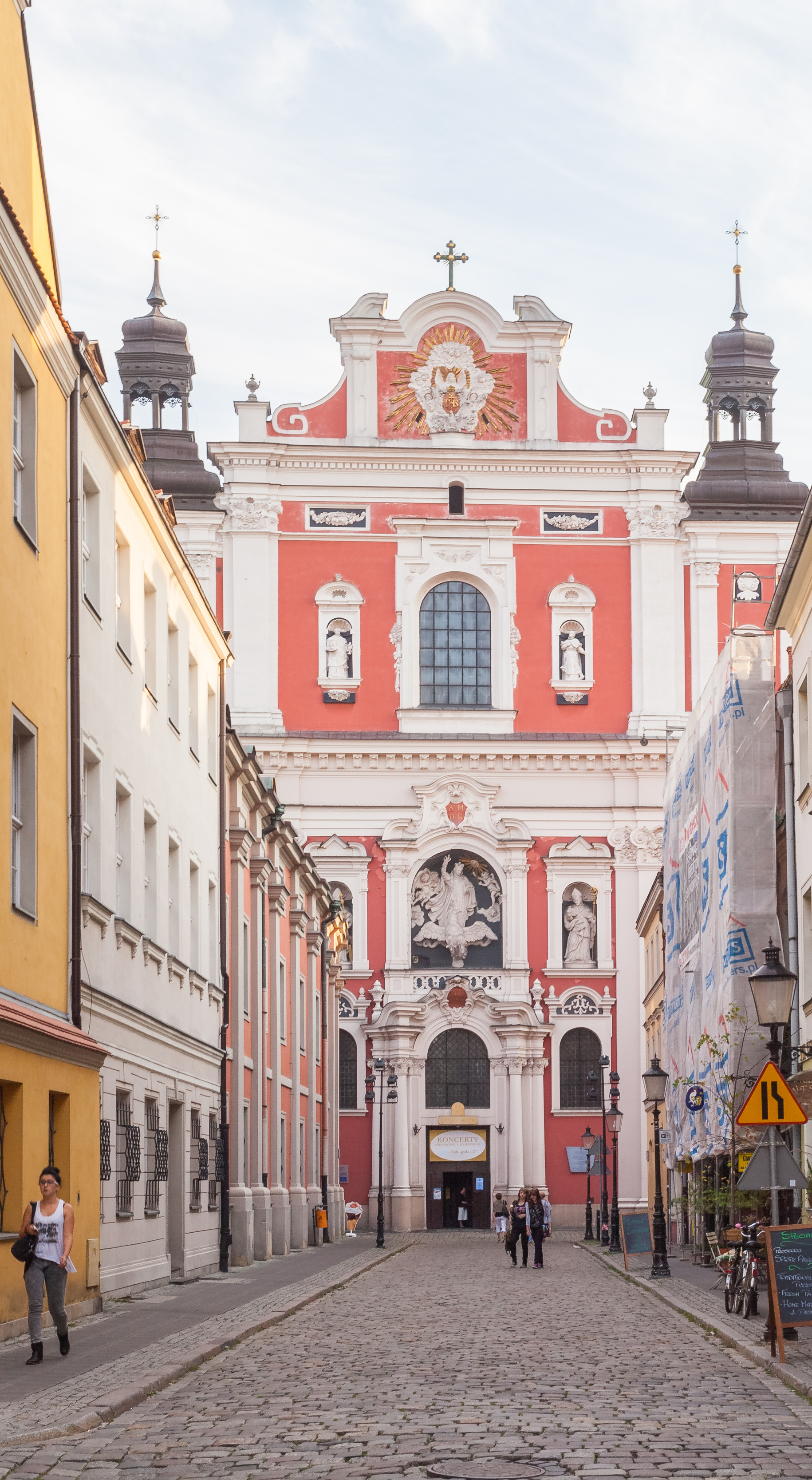
Posen, Marienbasilika

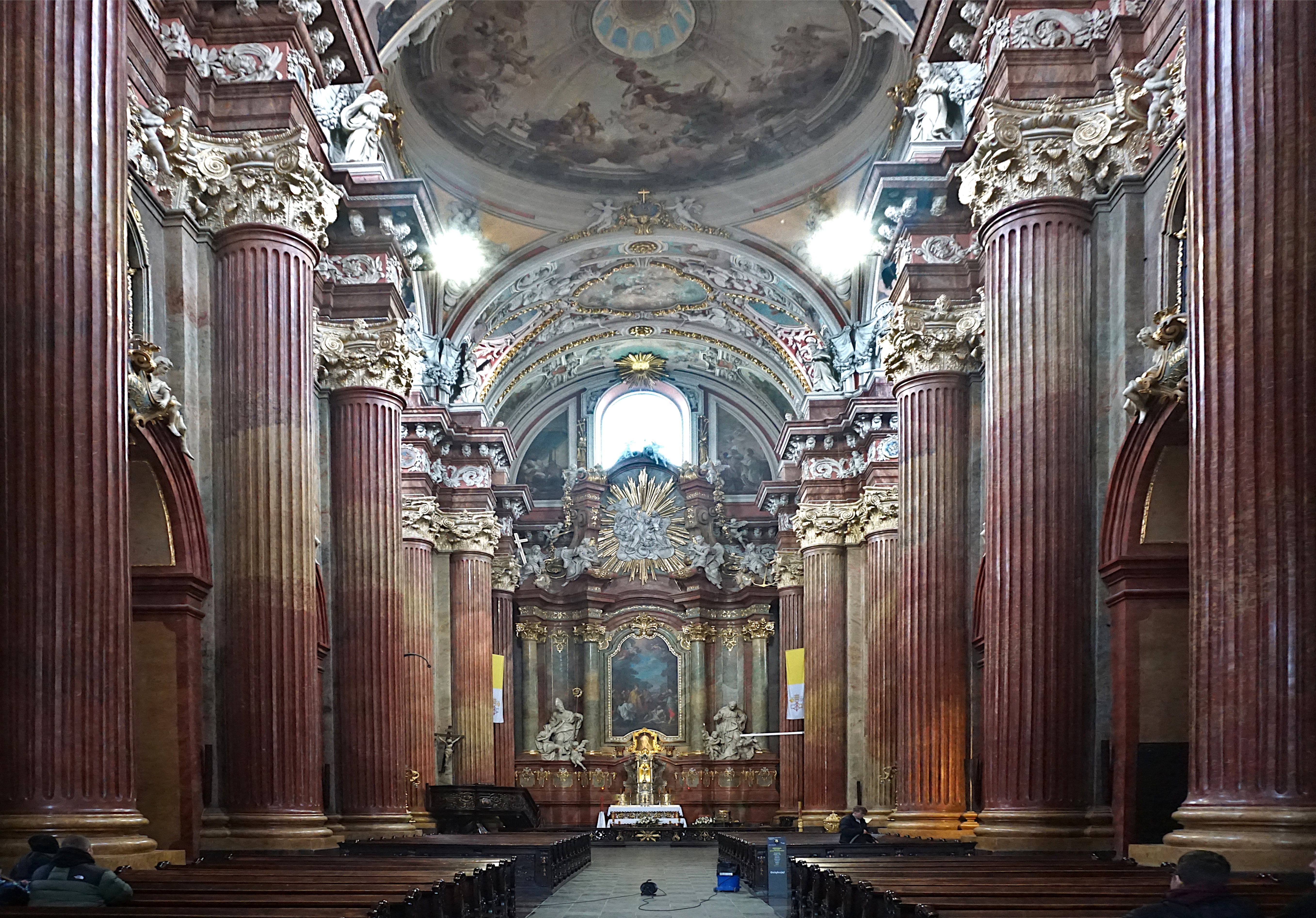
Innenraum der Basilika

Die Basilika der Mutter Gottes von der immerwährenden Hilfe und der heiligen Maria Magdalena (polnisch Bazylika Matki Boskiej Nieustającej Pomocy i św. Marii Magdaleny), auch Pfarrkirche Posen bzw. Fara genannt, ist ein katholischer Sakralbau in Posen. Sie ist ein dreischiffiger Barockbau mit Querschiff und Emporen über den Seitenschiffen. Die Seitenschiffe sind mit Kreuzgewölben gedeckt und in Kapellen unterteilt.

## Geschichte
Die Bauarbeiten dauerten von 1651 bis 1701, aber erst 1750 wurde das Gotteshaus endgültig fertiggestellt. Mit dem Bau des Kirchenschiffes und der Fassade wurde Giovanni Catenazzi beauftragt. In den Jahren 1727–1732 baute Pompeo Ferrari den Hauptaltar und das Portal. 1798 wurde sie zur Pfarrkirche der Gemeinde der Heiligen Maria Magdalena und gleichzeitig Kollegiatstiftskirche. Während des Wiederaufbaus des Posener Doms diente die Basilika als Interimskathedrale. Im Jahre 2010 wurde dem Gotteshaus der Ehrentitel Basilica minor verliehen.

## Orgel
Die Orgel erbaute in den Jahren 1872–75 Friedrich Ladegast. Am Anfang des 21. Jahrhunderts (2000–2001) wurde ihre Renovierung durchgeführt, an der u. a. die Firma Alexander Schuke Potsdam Orgelbau beteiligt war. Jeden Samstag um 12.15 Uhr finden in der Basilika die Orgelkonzerte statt.